# Bitwa na Kosowym Polu (cykl)

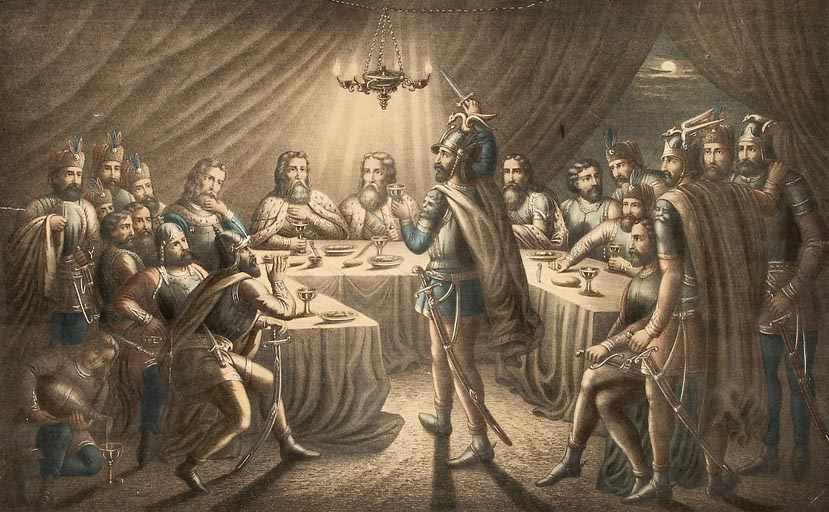
Adam Stefanović, Uczta księcia Łazarza

Bitwa na Kosowym Polu – serbski cykl epicki, złożony z przekazywanych ustnie wśród ludu pieśni bohaterskich opowiadających o bitwie, jaka się rozegrała na Kosowym Polu 15 czerwca 1389 roku.
Poematy datuje się na XV wiek. Spisane zostały w XIX wieku przez Vuka Stefanovicia Karadžicia.

## Treść
Bitwa na Kosowym Polu była jednym z najważniejszych wydarzeń w historii Serbów. Starcie to zadecydowało o utracie przez Serbię niepodległości. W boju zginął serbski władca Łazarz, tytułowany księciem albo carem, a także przewodzący najeźdźcom sułtan Murad. Bitwa przeszła do legendy. Opowieści o niej przekazywali w formie literatury ustnej ludowi pieśniarze. Klęska była postrzegana w aspekcie religijnym jako kara za grzechy albo cierpienie mające oczyścić naród.
Poemat przedstawia bitwę z Turkami z w kategoriach walki dobra ze złem. Postacie Serbów w poemacie są heroizowane. Walczą za wiarę, są waleczni i decydują się bronić ojczyzny pomimo świadomości klęski. Turcy natomiast charakteryzują się okrucieństwem i działają podstępnie.

### Wybrane pieśni
Ożenienie Kniazia Lazara – Lazar służył na dworze cara Stefana. Pragnął, by władca znalazł dla niego żonę. Stefan wybrał córkę szlachcica Jug-Bogdana, którego wraz z dziewięciorgiem synów zaprosił na ucztę. Car wcześniej pouczył Lazara, by podał Jug-Boganowi złoty kielich z winem, a kiedy obdarowany będzie się zastanawiał, w jaki sposób się odwdzięczyć, poprosił o rękę jego córki Milicy. Lazar tak uczynił, a Jug-Bogdan sprawdził w księdze starosławnej – proroczej księdze zawierającej informacje o losach wszystkich od zarania dziejów do końca świata, czy Lazar jest przeznaczony Milicy. Jug-Bogdan przepowiedział ożenienie się Lazara z Milicą, a także objęcie tronu i carostwo we Kruszewcu. Stefan pod wpływem tych słów podarował parze prezent ślubny w postaci złotego jabłka.
Miłosz u Łacinników – Miłosz-Obylicz, zięć Lazara, wyruszył odebrać podatek od Serbów wyznawców kościoła rzymskiego. W wyniku sprzeczki, doszło do zakładu, mającego rozstrzygnąć, które kościoły są piękniejsze. Miłosz miał przerzucić buzdyganem nad cerkwią. Uczynił to, lecz broń spadła na dwór miejscowego bana i zabiła gospodarza, jego synów oraz wszystkich gości. Łacinnicy zdecydowali się ukarać posła i zamknęli go w ciemnicy. Miłoszowi udało się wysłać list do Lazara, który zagroził Łacinnikom wojną i nakazał uwolnienie zięcia, co ci w pośpiechu zrobili.
Wybór cara Lazara i bój na Kosowie – święty Eliasz w postaci sokoła dostarczył Lazarowi wiadomość od Boga. Car musiał dokonać wyboru: Królestwo Niebieskie czy królestwo na ziemi. Car zdecydował się dokonać ofiary, wybierając wieczne boże królestwo, co oznaczało porażkę chrześcijan w nadchodzącej wojnie z Turkami, a w konsekwencji upadek królestwa. Lazar postawił cerkiew z jedwabiu na Kosowie, gdzie wezwał patriarchę, który wyspowiadał serbskie wojsko. W toczącej się bitwie umarli Jug-Bogdan i jego dziewięciu synów, wojewoda Gojko, ban Ugljesz, król Wukaszyn, książę Stefan, w końcu także Lazar, którego zdradził zięć Wuk Brankowicz.
Ostatnia uczta cara Lazara – W dzień przed bitwą we Kruszewcu Lazar wyprawił ucztę. Za stołami zasiadała szlachta, wśród której obecni byli m.in. Jug-Bogdan z synami, a także zięciowie władcy Miłosz Obylicz i Wuk Brankowicz. Gospodarz chwalił przymioty gości, ale najbardziej cenił dzielność Miłosza, dlatego oznajmił, że choćby ten miał go jutro zdradzić, to wypije za jego zdrowie. Miłosz ukłonił się oraz rzekł, że nigdy nie zdradziłby cara. Za to oskarżył o to Wuka Brankowicza. Aby udowodnić swoją uczciwość Miłosz obiecał zabić sułtana Murata.
Caryca Milica i bój na Kosowie – W wieczór przed bitwą na Kosowie caryca poprosiła swego męża, by pozostawił we dworze najmłodszego z jej dziewięciu braci – Boszka Jugowicza. Car polecił jej zatrzymać go nazajutrz w trakcie pochodu i poprosić brata, by pozostał. Milica uczyniła to, ale brat odmówił jej, bojąc się oskarżeń o tchórzostwo. Kobieta zatrzymała każdego ze swoich braci, ale żaden nie zgodził się z nią zostać. Caryca omdlewa. Nadjeżdżający Lazar żałuje żony, każe swemu słudze zanieść ją do zamku i dotrzymać jej towarzystwa w grodzie. Sługa odniósł carycę, ale nie dotrzymał obietnicy i ruszył na wojnę za swoim panem.
Kosowska dziewczyna – Po walkach na Kosowym Polu po polu bitwy błąkała się dziewczyna z chlebem i winem. Obmywała, karmiła i poiła dogorywających. Spotykała rannego chorążego, który zapytał jej, kogo szuka. Dziewczyna opowiedziała, że w trakcie przygotowań do bitwy, kiedy wszyscy walczący spowiadali się w cerkwi, koło jej domu przeszło trzech braci wojewodów Miłosz Obylicz, Iwan Kosańczycz i Toplica Milan. Bracia kolejno ofiarowali jej płaszcz, pierścień i szarfę. W zamian za modlitwę obiecali jej ślub z najmłodszym z braci – Toplicą. Dziewczyna szukała narzeczonego i jego braci. Ranny powiadomił ją o śmierci wszystkich trzech.

## Forma
Pieśni składające się na cykl są pisane typowym dla literatury serbskiej dziesięciozgłoskowcem ze średniówką po sylabie czwartej.
Święto święci Lazar car dostojny

We Kruszewcu, mocnym grodzie swoim,

Święci święto świętego Amozja;

Wszystkie pany na święto zaprasza,

Drobne listy śląc k' nim z pozdrowieniem.

(tłum. Roman Zmorski)
Bitwa na Kosowym Polu zalicza się do nurtu epiki ustnej, podobnie jak fińska Kalevala i podania ludów azjatyckiego stepu.

## Przekłady
Na język polski pieśni o carze Łazarzu i bitwie na Kosowym polu tłumaczyli Roman Zmorski i Józef Bohdan Zaleski.